# Soumenou
Soumenou (Swmnw en ancien égyptien) était une ville du 4e nome de Haute-Égypte, le nome du Sceptre.

## Emplacement
| G38 · G38 · G38 | O49 |

| G38 · G38 · G38 | O49 |

| G38 · G38 · G38 | O49 |

| G38 · G38 · G38 | O49 |

| O34 · Y5 | N35 · X1 · O49 |

| O34 · Y5 | N35 · X1 · O49 |

| O34 · Y5 | N35 · X1 · O49 |

| O34 · Y5 | N35 · X1 · O49 |

| N35 · D21 | D58 | S29 | M7 | M17 | X1 · O49 |

| N35 · D21 | D58 | S29 | M7 | M17 | X1 · O49 |

| N35 · D21 | D58 | S29 | M7 | M17 | X1 · O49 |

| N35 · D21 | D58 | S29 | M7 | M17 | X1 · O49 |

Les incertitudes sur la localisation exacte de la ville - temporairement identifiée à Gebelein ou à Rizeiqat, cette dernière localisation étant suggérée par Gaston Maspero - semblent avoir été levées grâce aux fouilles archéologiques entamées à la fin des années 1960, qui ont finalement permis d'identifier Soumenou avec la ville moderne d'Al-Mahamid Qibly, située entre Erment et Gebelein.
Il est presque certain que Sumenu doit être identifié à Ioumitrou (en égyptien ancien : ʼIwmìtrw) et donc aussi à Crocodilopolis qui était distinct de celle du Fayoum et qui, selon la Geographica de Strabon, était située entre Hermonthis (Erment) et Aphroditopolis (Gebelein). Il semble très probable que Soumenou était le toponyme du temple, tandis qu'Ioumitrou/Crocodilopolis désignait la ville entière ; par la suite, la dénomination Soumenou a disparu de l'usage.

## Histoire
Les premières attestations de Soumenou remontent à la XIe dynastie et consistent en des références à un temple de « Sobek, seigneur de Soumenou » (Swmnw n(y) Sbk), attestant indirectement qu'un tel temple existait déjà à l'époque. Jean Yoyotte a suggéré que l'épanouissement du culte de Sobek pendant le Moyen Empire était dû à l'origine thébaine des rois de la XIIe dynastie plutôt qu'à leur intérêt pour la région du Fayoum où Sobek fut plus tard associé. En fait, les objets faisant référence au Sobek de Soumenou sont devenus assez courants au début du Moyen Empire, et ce n'est qu'avec Amenemhat III que le culte de Sobek de Soumenou a perdu de son attrait au profit de « Sobek de Chédyt ».
Le temple a survécu au Nouvel Empire, lorsque plusieurs rois de la XVIIIe dynastie y ont ordonné des travaux, puis il a été progressivement détruit par la suite. Peu après l'année 88, le temple a été démoli et ses matériaux réutilisés dans la ville voisine de Tôd.